# Suzuki Takaaki
Takaaki Suzuki (sinh ngày 7 tháng 10 năm 1981) là một cầu thủ bóng đá người Nhật Bản.

## Sự nghiệp câu lạc bộ
Takaaki Suzuki đã từng chơi cho Sagan Tosu và Mito HollyHock.